# Don Lynn Anderson
Don Lynn Anderson, ameriški geofizik, * 5. marec 1933, Frederick, Maryland, ZDA, † 2. december 2014.